# Ros Dumhach
Ros Dumhach (Engels: Rossport) is een plaats in het Ierse graafschap Mayo. De plaats maakt deel uit van de Gaeltacht.